# مايك أوستين
مايك أوستين (بالإنجليزية: Mike Austin)‏ هو سباح أمريكي، ولد في 26 أغسطس 1943 في ويست أورنج في الولايات المتحدة.

## وصلات خارجية
- مايك أوستين على موقع الاتحاد الدولي للسباحة (الإنجليزية)
- مايك أوستين على موقع اللجنة الأولمبية الدولية (الإنجليزية)
- مايك أوستين على موقع أوليمبيديا (الإنجليزية)